# Jean Bazillac
Marie Jean Joseph Bazillac, né le 28 mars 1857 à Mirande (Gers), mort à Courbevoie (Seine) le 9 décembre 1928, est un pyrénéiste et alpiniste français.

## Biographie
Son père est un banquier et un riche propriétaire terrien, auquel il succèdera. Engagé volontaire dans les chasseurs à pied, Jean Bazillac en conserve un goût pour la marche qui l'entraîne vers les Pyrénées. En 1878, à Cauterets, il fait la connaissance d'Henri Brulle. C'est le début d'une longue amitié. Toute la carrière montagnarde de Bazillac se fera en compagnie de Brulle, tant dans les Pyrénées que dans les Alpes. En 1882, il réalise avec Brulle et Célestin Passet la première du Comaloforno.
En 1887, Brulle ne vient pas aux Pyrénées et c'est seul avec Célestin Passet qu'il réalise la première ascension du pic entre les brèches, devenu pic Bazillac. Puis, avec Roger de Monts et toujours Célestin, il fait la première du Mur de la Cascade, et enfin la première de la Punta Fulsa (2 854 m).
En 1888, il entreprend des ascensions hivernales : pic des Gourgs Blancs, pic des Crabioules, pic Perdiguère.
Avec le retour de Brulle, ce sont les grands exploits du pyrénéisme de difficulté : la seconde ascension du couloir Swan, et surtout, en 1889, celle du couloir de Gaube, immédiatement suivie de la seconde du mont Perdu par le nord.
En 1890, la banque de Bazillac est en faillite. Pour échapper aux poursuites, il doit s'expatrier sous un faux nom, à Bruxelles, où il vit dans un dénuement total. Il regagne la France pendant la guerre de 1914-18 et s'installe à Courbevoie. En septembre 1927, à plus de 70 ans, il épouse Jeanne-Marie-Louise Dumas. Il meurt l'année suivante, le 9 décembre 1928.